# (13638) Fiorenza
(13638) Fiorenza est un astéroïde de la ceinture principale.

## Description
(13638) Fiorenza est un astéroïde de la ceinture principale. Il fut découvert le 14 février 1996 à Cima Ekar par Maura Tombelli et Ulisse Munari. Il présente une orbite caractérisée par un demi-grand axe de 2,35 UA, une excentricité de 0,09 et une inclinaison de 7,5° par rapport à l'écliptique.

## Compléments